# 쇠솔딱새
쇠솔딱새(영어: Asian Brown Flycatcher, 학명: Muscicapa dauurica)는 참새목 솔딱새과에 속하는 새이다.

## 생김새
몸윗면은 엷은 회갈색이고 흰색 눈테가 있다. 눈앞이 흰색이고 아랫부리 기부는 폭 넓은 등황색이다. 배는 줄무늬가 없는 흰색이고 아래꼬리덮깃이 무늬가 없는 흰색이다.

## 서식지
인도, 히말라야, 예니세이강에서 러시아 극동, 사할린, 쿠릴열도 남부, 중국 북동부, 한국, 일본 등에서 번식하고 중국 남부, 동남아시아 등에서 월동한다. 이동시기에 숲 가장자리의 밝은 곳을 선호하고 나무 안쪽 나뭇가지에 앉는 습성이 있다.